# Alexandre Karolak
Alexandre Karolak, né le 12 janvier 1995, à Metz, en France, est un joueur français de basket-ball. Il évolue au poste d'arrière.

## Biographie
En août 2018, il signe pour le club d'Aubenas (NM1) après avoir évolué trois saisons à Châlons Reims en Pro A.
La saison suivante, il signe avec Saint-Vallier pour la saison 2019-2020 de NM1.
Le 10 juin 2020, il s'engage en NM2 avec les Metz Canonniers, le club de sa ville natale.